# اونیتشا
اونتیشا (به لاتین: Onitsha) شهری بزرگ در نیجریه است که در ایالت انامبرا واقع شده‌است. در تخمینی در سال ۲۰۱۶، اونتیشا ۷٬۴۲۵٬۰۰۰ نفر جمعیت داشت. مردم این شهر به زبان ایگبو سخن می‌گویند.